# Хартман II фон Кирхберг
Хартман II фон Кирхберг (на немски: Hartmann II von Kirchberg; † 1462) е бургграф на Кирхберг-Кранихфелд и господар в Алтенберга и Фарнрода в Тюрингия.

## Произход
Той е вторият син на бургграф Албрехт III фон Кирхберг († 1427) и първата му съпруга Маргарета фон Кранихфелд († сл. 1417), наследничка на Кранихфелд, дъщеря на Херман IV фон Кранихфелд-Шауенфорст († 1383) и София фон Шварцбург-Вахсенбург († сл. 1361).
Брат му Дитрих VII († 1455) е бургграф на Кирхберг в Кранихфелд.
Бургграфовете на Кирхберг купуват през 1418 г. замък Алтенберга. През 15 век те получават дворец Фарнрода, който става тяхна главна резиденция до 1799 г., когато отива обратно на херцог Карл Август фон Саксония-Ваймар-Айзенах.

## Фамилия
Хартман II фон Кирхберг се жени за Елизабет († сл. 29 май 1472). Те имат децата:
- Георг I фон Кирхберг (* ок. 1440; † 5 юни 1519), бургграф на Кирхберг и господар на Фарнрода, женен I. на 2 февруари 1480 г. за Урсула фон Плесе (* 1460; † 20 декември 1498), II. на 21 март 1501 г. за графиня Барбара фон Регенщайн-Бланкенбург (* пр. 1501; † 1529)
- Маргарета?, омъжена за Хайнрих фон Вунсдорф-Шладен-Хаймбург († сл. 1504)

Хартман II фон Кирхберг е чичо на Хартман II фон Кирхберг (* ок. 1466; † 1 април 1529 в Майнц), който от 1513 до 1521/1529 г. е княз-абат на манастир Фулда, син на племенника му Албрехт IV фон Кирхберг.